# Norman Fucking Rockwell!
Norman Fucking Rockwell! (abreviado como NFR! em alguns lançamentos) é o sexto álbum de estúdio da cantora e compositora norte-americana Lana Del Rey, lançado em 30 de agosto de 2019 pelas gravadoras Interscope e Polydor. O álbum foi produzido principalmente por Del Rey e Jack Antonoff, com contribuições adicionais de Zach Dawes, Andrew Watt e do colaborador de longa data Rick Nowels. Musicalmente, Norman Fucking Rockwell! explora um som de rock suave com elementos de rock psicodélico, baladas ao piano e referências a diversos artistas do rock clássico. O título do álbum faz referência ao pintor e ilustrador americano Norman Rockwell.
Cinco singles foram lançados para promover o álbum: "Mariners Apartment Complex", "Venice Bitch", "Hope Is a Dangerous Thing for a Woman Like Me to Have – but I Have It", "Doin' Time" e "The Greatest". Del Rey embarcou em sua quinta turnê, intitulada The Norman Fucking Rockwell! Tour, para promovê-los. A turnê começou em 21 de setembro de 2019 e foi concluída em 30 de novembro de 2019.
Norman Fucking Rockwell! foi aclamado pela crítica especializada. Jornalistas musicais elogiaram a poesia e a sofisticação das letras, a produção e a evolução artística de Del Rey. O álbum atingiu o primeiro lugar nas paradas de sete países, incluindo o Reino Unido, tornando-se o quarto álbum número um de Del Rey na região. Nos Estados Unidos, alcançou a terceira posição na Billboard 200, marcando o quinto álbum consecutivo da cantora a figurar no top 5 do país. O disco foi indicado ao Grammy de Álbum do Ano na 62.ª cerimônia anual. Desde o seu lançamento, Norman Fucking Rockwell! tem sido frequentemente listado como um dos melhores álbuns do ano por diversas publicações, sendo também considerado um dos álbuns mais importantes e reverenciados da década e da história, com a revista Rolling Stone incluindo-o em sua lista dos "500 Maiores Álbuns de Todos os Tempos".

## Antecedentes
Durante sua participação na 60.ª edição do Grammy Awards, Lana Del Rey confirmou, em entrevista, que havia começado a trabalhar em seu próximo álbum. Ela revelou o título de uma das canções, "Bartender", mas disse que ainda não sabia se a faixa estaria presente na lista final do álbum. O projeto foi inicialmente desenvolvido sob o título provisório de Bird World.
Em setembro de 2018, Del Rey estreou o segundo single do álbum, "Venice Bitch", durante o programa de Zane Lowe na Beats 1, e revelou, em entrevista, que o título do disco e da faixa-título seria Norman Fucking Rockwell!. Ela declarou que o álbum estava praticamente finalizado, contendo onze faixas gravadas até então. Posteriormente, foi divulgado que o álbum estava previsto para ser lançado no início de 2019.
Em outubro de 2018, Del Rey se apresentou ao lado de Jack Antonoff — com quem colaborou no disco — em um evento da Apple Music, onde estreou a canção "How to Disappear". Em 31 de dezembro de 2018, a cantora divulgou um trecho da faixa "Happiness Is a Butterfly" nas redes sociais.
Um trecho da faixa-título Norman Fucking Rockwell foi divulgado por Del Rey em junho de 2019. Já em julho de 2019, durante o Festival Internacional de Benicàssim (FIB), a cantora anunciou que o álbum seria lançado no mês seguinte.

## Composição
A Flood Magazine descreveu o som do álbum como um "soft rock suave" e observou que as letras aprimoradas de Del Rey abordam temas mais amplos do que em seus trabalhos anteriores.
Segundo críticos, Norman Fucking Rockwell! apresenta faixas com influências do rock psicodélico e baladas centradas no piano. A revista Consequence descreveu o disco como composto por "canções de ninar psicodélicas, histórias de amores complicados e consumidos, e homenagens explícitas ao sonho desgastado da Califórnia."
A obra tem sido classificada como um clássico do pop, incorporando elementos de folk rock e mesclando influências do desert rock e do trip hop minimalista de trabalhos anteriores da cantora.
O álbum apresenta uma forte influência do rock clássico dos anos 1970. Kitty Empire, do The Observer, observou o uso de cordas e sintetizadores em várias canções românticas, além de referências explícitas ao rock clássico, como "Cinnamon Girl", de Neil Young, e menções a Crosby, Stills, Nash & Young e Led Zeppelin (Houses of the Holy). Já Rob Sheffield, da Rolling Stone, destacou a atmosfera de "fantasias soft rock dos anos 70 à la Laurel Canyon", citando influências de Joni Mitchell e dos Eagles.
Segundo o site No Ripcord, Norman Fucking Rockwell! é "um disco pop notavelmente refinado, que mantém o fascínio de Del Rey por ícones da cultura popular e pela simplicidade idealizada da América pós-guerra, onde reinavam o rock clássico e os jeans, levando esses elementos a lugares muito mais profundos".

## Lançamento e promoção
A arte da capa do álbum, a data de lançamento e a lista de faixas foram anunciadas por Del Rey em 31 de julho de 2019. A capa apresenta Del Rey e Duke Nicholson — neto do ator Jack Nicholson — posando em um veleiro, com o título do álbum e as iniciais de Del Rey escritas em um estilo inspirado em quadrinhos. A foto foi tirada pela irmã de Del Rey, Chuck Grant.
No dia seguinte, 1.º de agosto de 2019, Del Rey lançou um trailer do álbum.
Em 2 de agosto de 2019, a Urban Outfitters anunciou uma edição exclusiva do vinil do álbum, com uma arte alternativa na capa, também fotografada por Chuck Grant.
Durante o ano de 2018, Del Rey compartilhou trechos de várias músicas destinadas ao álbum por meio das redes sociais, incluindo "Happiness Is a Butterfly", "How to Disappear", e "Cinnamon Girl".
Ela apresentou "How to Disappear" no dia 29 de outubro, na Brooklyn Academy of Music, marcando a estreia completa da faixa.

### Singles
"Mariners Apartment Complex" foi lançado como o primeiro single do álbum em 12 de setembro de 2018. Na semana seguinte, em 18 de setembro, Del Rey lançou o segundo single, "Venice Bitch", e revelou o título do álbum. "Hope Is a Dangerous Thing for a Woman Like Me to Have – but I Have It" seguiu como o terceiro single em 9 de janeiro de 2019.
Del Rey lançou um cover de "Doin' Time", da banda Sublime, em 17 de maio de 2019, para um documentário sobre o grupo; o videoclipe da faixa foi lançado em 29 de agosto de 2019, um dia antes do lançamento de Norman Fucking Rockwell!. Um videoclipe duplo para "Fuck It I Love You" e "The Greatest" foi lançado em 22 de agosto de 2019; "The Greatest" foi posteriormente lançada como o quinto single do álbum em 13 de setembro de 2019, na Itália.

### Turnê
Em 1º de agosto de 2019, Del Rey anunciou duas etapas de uma turnê para promover Norman Fucking Rockwell!. A primeira ocorreu na América do Norte no outono de 2019, e a segunda, na Europa no início de 2020. A etapa europeia da turnê foi posteriormente cancelada devido a problemas de saúde.

## Recepção crítica
| Avaliações de Norman Fucking Rockwell! | Avaliações de Norman Fucking Rockwell! |
| Pontuações agregadas                   | Pontuações agregadas                   |
| Fonte                                  | Avaliação                              |
| -------------------------------------- | -------------------------------------- |
| AnyDecentMusic?                        | 8,5/10                                 |
| Metacritic                             | 87/100                                 |
| Avaliações da crítica                  |                                        |
| Fonte                                  | Avaliação                              |
| AllMusic                               | [ 22 ]                                 |
| The A.V. Club                          | B                                      |
| Consequence                            | A−                                     |
| Entertainment Weekly                   | B                                      |
| The Guardian                           | [ 49 ]                                 |
| The Independent                        | [ 21 ]                                 |
| NME                                    | [ 50 ]                                 |
| Pitchfork                              | 9,4/10                                 |
| Rolling Stone                          | [ 18 ]                                 |
| Uncut                                  | 8/10                                   |

Norman Fucking Rockwell! foi recebido com aclamação crítica generalizada. No Metacritic, que atribui uma nota de 0 a 100 às avaliações de publicações profissionais, o álbum recebeu uma média ponderada de 87, com base em 28 críticas, indicando "aclamação universal". O agregador AnyDecentMusic? deu nota 8,5 de 10, baseado em sua avaliação do consenso crítico.
Jenn Pelly, do Pitchfork, escreveu que o álbum "estabelece [Del Rey] como uma das maiores compositoras vivas da América". Em sua crítica para a revista Rolling Stone, Rob Sheffield escreveu que "o tão aguardado Norman Fucking Rockwell é ainda mais grandioso e majestoso do que todos esperavam. Lana transforma seu quinto e melhor álbum em uma viagem pelos sonhos sujos americanos, mergulhando fundo em todas as fantasias distorcidas de glamour e perigo da nossa nação." Ele concluiu que Del Rey "finalmente fez seu clássico pop." Em uma avaliação de cinco estrelas para a NME, Rhian Daly chamou o álbum de "simplesmente deslumbrante." Kristel Jax, do jornal Now, escreveu que "Del Rey mudou sua fixação patriótica kitsch, abandonando sua persona coberta pela bandeira e fazendo as pazes com uma realidade mais complexa e distópica", também dando cinco estrelas ao álbum. Para a Slant Magazine, Sal Cinquemani descreveu o álbum como "uma coleção intensa de psic-rock e dirges ao piano que se fundem entre si e raramente mudam de ritmo de uma faixa para outra", além de "avaliações francas dos efeitos psíquicos de um mundo que mergulha no caos." Também escrevendo de forma positiva, Alexandra Pollard, do The Independent, disse que "O álbum é sedutor e soporífero, situando-se entre o trip hop minimalista dos primeiros dias de Del Rey e o rock do deserto sujo com o qual ela brincou ao longo dos anos," e concluiu que "Este é Del Rey em sua forma mais assertiva." Em sua "avaliação prematura" para o Stereogum, Tom Breihan escreveu que o álbum é "uma obra bonita para uma nova era sombria — uma saudação carinhosa ao mundo que acabamos de destruir", chamando-o de "música de yoga para o apocalipse." A crítica Maura Johnston, da Entertainment Weekly, disse que "Del Rey mergulha fundo nas atmosferas; seu tom constantemente ferido paira sobre cordas emocionantes e sintetizadores em turbilhão, que sobem em coda prolongada e em solos de guitarra dignos de power ballads".
Em uma crítica mais mista, Alexis Petridis, do The Guardian, descreveu o álbum como "uma experiência alternadamente cativante e frustrante", concluindo que apesar do talento evidente de Del Rey, "é difícil não desejar que ela amplie sua perspectiva, adote uma persona diferente e sacuda as coisas um pouco." Channing Freeman, do Sputnikmusic, disse que "este é o melhor álbum dela até agora, e grandes momentos abundam em meio à gordura". Neil McCormick, do The Daily Telegraph, escreveu de forma semelhante que o álbum "revela Del Rey como algo de um truque único, mas que truque lindo é esse."

### Rankings
O álbum Norman Fucking Rockwell! figurou em diversas listas de melhores do ano de 2019, liderando várias delas. Segundo o Metacritic, foi o álbum mais citado nas listas de fim de ano de 2019 feitas por críticos. Em 2021, leitores da Pitchfork elegeram Norman Fucking Rockwell! o 17º melhor álbum geral e o melhor álbum feito por uma artista feminina nos últimos 25 anos.
| Publicação           | Lista                                              | Ano  | Posição | Referência |
| -------------------- | -------------------------------------------------- | ---- | ------- | ---------- |
| Billboard            | The 50 Best Albums of 2019: Staff Picks            | 2019 | 6       | [ 58 ]     |
| Entertainment Weekly | The Best Albums of 2019                            | 2019 | 9       | [ 59 ]     |
| The Guardian         | The 50 Best Albums of 2019                         | 2019 | 1       | [ 60 ]     |
| NME                  | The 50 Best Albums of 2019                         | 2019 | 3       | [ 61 ]     |
| NME                  | The Best Albums of the Decade: The 2010s           | 2019 | 89      | [ 62 ]     |
| The New York Times   | Jon Caramanica's Best Albums of 2019               | 2019 | 6       | [ 63 ]     |
| The New York Times   | Jon Pareles' Best Albums of 2019                   | 2019 | 7       | [ 63 ]     |
| Paste                | The 50 Best Albums of 2019                         | 2019 | 19      | [ 64 ]     |
| Paste                | The 30 Best Pop Albums of the 2010s                | 2019 | 17      | [ 65 ]     |
| Paste                | The 300 Greatest Albums of All Time                | 2024 | 151     | [ 66 ]     |
| Pitchfork            | The 50 Best Albums of 2019                         | 2019 | 1       | [ 67 ]     |
| Pitchfork            | The 200 Best Albums of the 2010s                   | 2019 | 19      | [ 68 ]     |
| Rolling Stone        | The 50 Best Albums of 2019                         | 2019 | 3       | [ 69 ]     |
| Rolling Stone        | The 100 Best Albums of the 2010s                   | 2019 | 32      | [ 70 ]     |
| Rolling Stone        | The 500 Greatest Albums of All Time                | 2020 | 321     | [ 71 ]     |
| Rolling Stone        | The 250 Greatest Albums of the 21st Century So Far | 2025 | 15      | [ 72 ]     |
| Slant Magazine       | The 25 Best Albums of 2019                         | 2019 | 1       | [ 73 ]     |
| Slant Magazine       | The 100 Best Albums of the 2010s                   | 2019 | 3       | [ 74 ]     |
| Time                 | The 10 Best Albums of 2019                         | 2019 | 4       | [ 75 ]     |

### Prêmios da indústria
| Ano  | Cerimônia     | Categoria             | Resultado | Ref.   |
| ---- | ------------- | --------------------- | --------- | ------ |
| 2019 | Q Awards      | Melhor Álbum          | Indicado  | [ 76 ] |
| 2020 | Grammy Awards | Álbum do Ano          | Indicado  | [ 77 ] |
| 2020 | Prêmio NME    | Melhor Álbum do Mundo | Venceu    | [ 78 ] |

## Desempenho comercial
Norman Fucking Rockwell! estreou na terceira posição da parada Billboard 200 dos Estados Unidos, com 104.000 unidades equivalentes a álbum (incluindo 66.000 cópias vendidas em formato físico) na sua primeira semana, tornando-se o sexto álbum da Del Rey a alcançar o top 10 na parada dos EUA. Na segunda semana, o álbum caiu para a nona posição, acumulando mais 35.000 unidades.
No Reino Unido, Norman Fucking Rockwell! estreou em primeiro lugar na UK Albums Chart, vendendo 31.000 cópias, tornando-se a sua melhor semana de vendas no país desde Ultraviolence (seu álbum seguinte, Chemtrails over the Country Club, teve uma estreia com vendas semanais superiores às de Norman Fucking Rockwell!). O álbum tornou-se o quarto número um de Lana Del Rey no Reino Unido, empatando com Taylor Swift como a artista feminina com mais álbuns solo número um no Reino Unido durante a década de 2010. Na França, o álbum vendeu 8.000 cópias na primeira semana, 800 a mais do que a primeira semana de vendas de Lust for Life.

## Faixas
| Lista de faixas de Norman Fucking Rockwell! |                                                                         |                                                 |         |  |
| N.º                                         | Título                                                                  | Produtor(es)                                    | Duração |  |
| 1.                                          | "Norman Fucking Rockwell"                                               | Del Rey Antonoff                                | 4:08    |  |
| 2.                                          | "Mariners Apartment Complex"                                            | Del Rey Antonoff                                | 4:06    |  |
| 3.                                          | "Venice Bitch"                                                          | Del Rey Antonoff                                | 9:38    |  |
| 4.                                          | "Fuck It I Love You"                                                    | Del Rey [a] Antonoff Watt [b] Bell [b]          | 3:38    |  |
| 5.                                          | "Doin' Time"                                                            | Watt Happy Perez                                | 3:22    |  |
| 6.                                          | "Love Song"                                                             | Del Rey Antonoff                                | 3:49    |  |
| 7.                                          | "Cinnamon Girl"                                                         | Del Rey Antonoff                                | 5:00    |  |
| 8.                                          | "How to Disappear"                                                      | Del Rey Antonoff                                | 3:48    |  |
| 9.                                          | "California"                                                            | Del Rey Antonoff [a] Dawes                      | 5:05    |  |
| 10.                                         | "The Next Best American Record"                                         | Nowels Kieron Menzies Dean Reid Mighty Mike [c] | 5:49    |  |
| 11.                                         | "The Greatest"                                                          | Del Rey Antonoff                                | 5:00    |  |
| 12.                                         | "Bartender"                                                             | Del Rey [a] Nowels                              | 4:23    |  |
| 13.                                         | "Happiness Is a Butterfly"                                              | Del Rey Antonoff Nowels [c]                     | 4:32    |  |
| 14.                                         | "Hope Is a Dangerous Thing for a Woman Like Me to Have – but I Have It" | Del Rey Antonoff                                | 5:24[d] |  |
| Duração total:                              | Duração total:                                                          | Duração total:                                  | 67:43   |  |

Notas
- ↑[a]  significa alguém creditado exclusivamente nas versões físicas
- ↑[b]  significa alguém creditado exclusivamente nas versões digitais
- ↑[c]  significa produtor adicional
- ↑[d]  versões físicas do álbum incluem um outro (outro) na faixa "Hope Is a Dangerous Thing for a Woman Like Me to Have – but I Have It", aumentando sua duração para 5:58

## Créditos e pessoal
Créditos adaptados das notas da capa oficiais.
| Técnicos - Laura Sisk – engenharia de gravação (1–4, 6–9, 11, 13, 14), mixagem (1–4, 6–9, 11, 13, 14) - Jack Antonoff – engenharia de gravação (1–4, 6–9, 11, 13, 14), mixagem (1–4, 6–9, 11, 13, 14) - Paul LaMalfa – engenharia de gravação (5), mixagem (5) - John Congleton – engenharia de gravação (9) - Dean Reid – engenharia de gravação (9, 10), mixagem (10, 12) - Kieron Menzies – engenharia de gravação (9, 10, 12), mixagem (10, 12) - Trevor Yasuda – engenharia de gravação (10, 12) - Jon Sher – assistente de engenharia de gravação (1–4, 6–9, 11, 13) - Derrick Stockwell – assistente de engenharia de gravação (3) - Greg Eliason – assistente de engenharia de gravação (3) - Ben Fletcher – assistente de engenharia de gravação (4) - Billy Cumella – assistente de engenharia de gravação (4) - John Rooney – assistente de engenharia de gravação (4, 9) - Tate McDowell – assistente de engenharia de gravação (8, 11) - Nicolas Jodoin – assistente de engenharia de gravação (9) - Travis Pavur – assistente de engenharia de gravação (9) - John Christopher Fee – assistente de engenharia de gravação (10) - Chris Rockwell – assistente de engenharia de gravação (10) - Ryan Hendrickson – assistente de engenharia de gravação (1, 6, 11) - Şerban Ghenea – mixagem (2) - John Hanes – engenharia de mixagem (2) - Andrew Watt – mixagem (5) - Chris Gehringer – masterização (1–4, 6–14) - Will Quinnell – assistente de masterização (1–4, 6–9, 11, 13, 14) - Dave Kutch – masterização (5) | Músicos - Lana Del Rey – vocais, instrumentos de sopro (9) - Jack Antonoff – teclados (1–4, 6–8, 11, 13), piano (1–4, 6–8, 11, 13, 14), bateria (2–4, 8, 11), programação (2–4, 6–8, 11, 13), violão acústico (2–4, 8, 11), guitarra elétrica (2–4, 6–8, 11, 13), sintetizadores (3), percussão (8), vibrafone (8) - Evan Smith – saxofone (1, 11), flauta (11) - Phillip Peterson – barítono (1), violoncelo (1, 6, 11), flugelhorn (1) - Victoria Parker – violino (1, 6, 11) - Laura Sisk – programação adicional (2) - Josh Klinghoffer – guitarra (4) - Chad Smith – bateria (4) - Mikey Freedom Hart – teclados (4), Mellotron (9), piano (9), bateria (10), programação (10) - Andrew Watt – instrumentos (5), programação (5), guitarra (5) - Eric Wilson – baixo (5) - Josh Freese – bateria (5) - Bud Gaugh – bateria (5) - Gayle Levant – harpa (5) - Woozy Biff – harpa (9) - Zach Dawes – piano (9) - Loren Humphrey – bateria (9) - Darren Weiss – bateria (9) - Mike Riddleberger – bateria (9) - Sean Hutchinson – bateria (9) - Evan Weiss – guitarra (9) - Benji Lysaght – guitarra (9) - Tyler Parkford – órgão Hammond B3 (9) - Dean Reid – baixo (9), teclados (10), guitarra (10), efeitos (10), programação (10) - Kieron Menzies – Mellotron (9), bateria (10), efeitos (10), programação (10) - Rick Nowels – teclados (10), violão acústico (10), piano (12) - Grace Wang – teclados (1) - Zac Rae – teclados (10) - David Levita – guitarra (10) |

## Charts
| Chart (2019)                          | Posição máxima |
| ------------------------------------- | -------------- |
| Álbuns argentinos (CAPIF)             | 1              |
| Austrália (ARIA)                      | 4              |
| Áustria (Ö3 Austria Top 40)           | 7              |
| Bélgica (Ultratop Flandres)           | 2              |
| Bélgica (Ultratop Valônia)            | 3              |
| 3                                     |                |
| República Tcheca (ČNS IFPI)           | 4              |
| Dinamarca (Hitlisten)                 | 3              |
| Países Baixos (Dutch Charts)          | 4              |
| Álbuns da Estônia (Eesti Ekspress)    | 1              |
| Finlândia (Suomen virallinen lista)   | 6              |
| França (SNEP)                         | 4              |
| Alemanha (Offizielle Deutsche Charts) | 5              |
| Grécia (IFPI)                         | 3              |
| Hungria (MAHASZ)                      | 15             |
| Irlanda (IRMA)                        | 2              |
| Itália (FIMI)                         | 5              |
| 101                                   |                |
| Álbuns da Letônia (LAIPA)             | 8              |
| Álbuns da Lituânia (AGATA)            | 1              |
| Álbuns mexicanos (AMPROFON)           | 3              |
| Nova Zelândia (RMNZ)                  | 5              |
| Noruega (VG-lista)                    | 2              |
| Polónia (ZPAV)                        | 4              |
| Portugal (AFP)                        | 1              |
| Escócia (Official Scottish Albums)    | 1              |
| Álbuns da Eslováquia (ČNS IFPI)       | 3              |
| Álbuns sul-coreanos (Gaon)            | 83             |
| Espanha (PROMUSICAE)                  | 2              |
| Suécia (Sverigetopplistan)            | 2              |
| Suíça (Schweizer Hitparade)           | 1              |
| Reino Unido (UK Albums Chart)         | 1              |
| US Billboard 200                      | 3              |

| Tabela (2019)                         | Posição |
| ------------------------------------- | ------- |
| Álbuns da Bélgica (Ultratop Flandres) | 48      |
| Álbuns da Bélgica (Ultratop Valônia)  | 112     |
| Álbuns da Holanda (Top 100 de álbuns) | 57      |
| Álbuns da França (SNEP)               | 126     |
| Álbuns do México (AMPROFON)           | 37      |
| Álbuns da Suíça (Schweizer Hitparade) | 64      |
| Álbuns do Reino Unido (OCC)           | 70      |
| US Billboard 200                      | 182     |
| US Álbuns Alternativos (Billboard)    | 16      |

| Tabela (2020)                          | Posição |
| -------------------------------------- | ------- |
| Álbuns da Bélgica (Ultratop Flandres)  | 54      |
| Álbuns da Bélgica (Ultratop Valônia)   | 168     |
| US Top Álbuns Alternativos (Billboard) | 22      |
| US Top Álbuns Atuais (Billboard)       | 76      |

| Tabela (2021)                         | Posição |
| ------------------------------------- | ------- |
| Álbuns da Bélgica (Ultratop Flandres) | 112     |

| Tabela (2022)                         | Posição |
| ------------------------------------- | ------- |
| Álbuns da Bélgica (Ultratop Flandres) | 101     |
| Álbuns da Lituânia (AGATA)            | 77      |

| Tabela (2023)                         | Posição |
| ------------------------------------- | ------- |
| Álbuns da Bélgica (Ultratop Flandres) | 69      |
| Álbuns da Bélgica (Ultratop Valônia)  | 200     |

| Tabela (2024)                         | Posição |
| ------------------------------------- | ------- |
| Álbuns da Bélgica (Ultratop Flandres) | 120     |